# 古城康行
古城 康行（こじょう やすゆき、1976年4月11日 - ）は、日本の音楽プロデューサー、ソングライター、編曲家。大分県大分市出身。4人組ロックバンド「メガネレンチ」のリーダーとしても活動。ガールズバンド「きみとバンド」および「GЯeeD」の音楽プロデューサー。

## 人物
大分県立大分南高等学校卒業。広島大学教育学部時代にジャズ・ギタリストを目指したが、ベーシストに転向、1999年に上京してからはシンガーソングライターを目指し、弾き語りでのライブ活動を開始。2002年から倉橋ヨエコのサポートとしてベースとコーラスを担当する。2003年からシンガーソングライターとしての活動を本格化、2004年『Megane Works』でデビュー。

## 楽曲提供

### アーティスト
AKB48グループ
- AKB48
  - 「マジすかロックンロール」（作曲） - Candy&Megane名義
  - 「前しか向かねえ」（作曲）
- SKE48
  - 「猫の尻尾がピンと立ってるように… feat. Bose (スチャダラパー)」（作曲）
- NMB48
  - 「青春念仏」（作曲・編曲）
- SNH48
  - 「一心向前」（作曲）
- 渡辺麻友
  - 「マユユロイド」（作曲）
- 2ki
  - 「ドローンジェラシー」（作曲・編曲）

坂道シリーズ
乃木坂46
- 「車道側」（作曲）

日向坂46
- 「ただがむしゃらに」（作曲・編曲）

SCANDAL
- 「ハッピーコレクター」（作曲）

バンバンアイドリング!!!
- 「遥かなるバージンロード」（作詞は五木元洋と共作・作曲）

ポンバシwktkメイツ
- 「スカッとPUNCH!!」（作曲・編曲）

CAMOUFLAGE
- 「遊園地ハート」（作曲・編曲）

矢沢洋子
- 「バイバイBOY」
- 「メリーゴーランド｣
- 「moon light shadow」
- 「逢いたい」
- 「SOS」
- 「too late」（作曲）
- 「月光」（作詞は矢沢と共作・作曲）

Vijandeux（ビジャンドゥ）
- 「WAVE」（作詞・作曲）

ヘタリア Axis Powers キャラクターCD Vol.4 イギリス（CV：杉山紀彰）
- 「パブってGO!」（作詞・作曲）

ラストアイドル
- 「予想のメトロ(るかわかなっつん)」（作曲・編曲）
- 「バカ丸出し(2期生アンダー)」（作曲）

大野姉妹
- 「スタートライン」（作曲・編曲）
- 「amulet」（作詞・作曲・編曲）
- 「rebirth」（作詞・作曲・編曲）

大野姉妹with清原梨央
- 「スローモーション」（作曲・編曲）
- 「オレンジ色の世界」（作曲・編曲）
- 「へっちゃらなのだ」（作曲・編曲）

きみとバンド
- 「きみとバンド」
- 「スローモーション」
- 「はなればなれ」
- 「さよならリフレイン」
- 「amulet」
- 「スタートライン」
- 「オレンジ色の世界」
- 「きみとふたり」
- 「rosemary」
- 「レリビ☆」
- 「恋のモンスター」
- 「∞YAKEN」
- 「あの場所へ」
- 「東温ラブストーリー」
- 「rebirth」
- 「歌にのせて」
- 「さよならリフレイン」
- 「シャボン玉」
- 「きみが好き」
- 「ユメコイ」
- 「spicy!」
- 「つよがり」

### テーマソング
- 2008年大分国体 開会式歓迎演技ソング
  - 「HOPE! STEP! JUMP!」（作曲）
- ケンタッキーフライドチキン【大人の夏休み篇】　
  - 「ひとなつのごちそう♪♪」（作曲）
- TBSドラマNEO「イロドリヒムラ」第8話（劇伴作曲・出演）
- チュッパチャップス　おかしなアイスバー（作曲）
- コルゲンコーワ透明カプセルの歌、IB錠TXの歌（作曲・歌）
- LOTTE 爽　CMサウンドロゴ（作曲）
- アクアフレッシュ iPhoneアプリ「ハミガキタイム」（作曲）
- ケンタッキーフライドチキン【夏のチキン祭り「つまみ食い篇」（作曲）
- カメラのキタムラ 写真を撮ったらフォトブック「旅行篇」「結婚式篇」（作曲）
- 映画『今日、恋をはじめます』テーマソング（作曲）